# Toropa
Die Toropa (russisch Торо́па) ist ein rechter Nebenfluss der Düna in der russischen Oblast Twer.
Die Toropa entspringt auf den Waldaihöhen. Sie fließt in südlicher Richtung durch den äußersten Westen der Oblast Twer. An Ober- und Mittellauf der Toropa liegen insgesamt neun Seen. Auf halber Strecke passiert der Fluss die Kleinstadt Toropez.
Schließlich mündet die Toropa an der Grenze der beiden Oblaste Twer und Pskow in die nach Westen strömende Düna.
Die Toropa hat eine Länge von 174 km. Sie entwässert ein Areal von 1950 km².
Sie wird in starkem Maße von der Schneeschmelze gespeist.
Der mittlere Abfluss 49 km oberhalb der Mündung beträgt 19,7 m³/s.
Die Toropa ist zwischen Ende November / Anfang Dezember und April eisbedeckt.